# Big Deal at Gothenburg
Big Deal at Gothenburg é um documentário britânico de 1966 dirigido por Robert Tyrrell para a Tyne Tees TV.

## Sinopse
Como a Suécia em 1965 se tornou o maior país da construção naval do mundo. O programa questiona se o Reino Unido poderia competir. "O líder do maior sindicato de construção naval da Grã-Bretanha e um executivo de um dos maiores estaleiros britânicos prometem uma nova abordagem".

## Prêmios
| Ano  | Prêmio             | Categoria           | Resultado |
| ---- | ------------------ | ------------------- | --------- |
| 1967 | Emmy Internacional | Melhor Documentário | Venceu    |